# Catocala patricia
Catocala patricia är en fjärilsart som beskrevs av Samuel E. Cassino. Catocala patricia ingår i släktet Catocala och familjen nattflyn. Inga underarter finns listade i Catalogue of Life.